# 箕谷2号墳
箕谷2号墳（みいだに にごうふん）は、兵庫県養父市八鹿町小山に存在する円墳。箕谷古墳群（みいだにこふんぐん）を構成する古墳の1つ。日本で2例目の年号入り鉄刀が出土したことで知られる。

## 概要
箕谷2号墳は、箕谷古墳群に属しており、現在、2号墳のほか、3号墳（南北13.5m、東西9.5mの3段の列石を巡らせた円墳）、4号墳（直径7mの円墳）、5号墳（直径6mの円墳）の4基の古墳が現地保存され、1992年12月18日に「箕谷古墳群」として国の史跡の指定を受けている。
2号墳は東西12m、南北14mの円墳であり、長さ8.6m、幅1.2m、高さ1.7mの横穴式石室をもつ。
1983年に公園整備のため行われた箕谷古墳群の発掘調査により、須恵器、金環3点、鉄鏃・馬具等の鉄製品、鉄刀など103点の遺物が出土した。
出土した須恵器により、6世紀末から7世紀初頭に築造されたと考えられており、出土状況から2回以上の追葬が行われたとみられている。

## 戊辰年銘大刀
1983年12月に、出土した鉄刀（刀身68.8cm、推定長77cm前後の圭頭系大刀）を奈良国立文化財研究所においてエックス線検査したところ、刀身の柄寄りの部分に「戊辰年五月（中）」と刻まれた銅象嵌による銘文が発見された。
干支年号をもつ鉄刀の出土例としては、稲荷山古墳（埼玉県）に続いて全国2例目である。
「戊辰（つちのえたつ）」については、出土した須恵器の特徴から、608年（推古天皇16年）と推定されている。
この銘文から「戊辰年銘大刀」と呼ばれており、金具等から、飛鳥地方で製作されたものと推定されている。

## 出土品
本古墳の出土品一括は、1992年に重要文化財に指定された。なお、2020年の官報告示で出土品の員数訂正と名称変更（一つ書の簡潔化）が行われている（下記の出土品名称は2020年の指定名称変更後のもの）。出土品は日本国（文化庁）の所有で、兵庫県立考古博物館に保管されている。
- 兵庫県箕谷二号墳出土品
  - 一、銅錯銘大刀 1口 戊辰年五月の銘がある
  - 一、金属製品 61点
  - 一、須恵器・土師器 48点

※上記の「金属製品61点」には武器類、馬具類、金銅耳環などが含まれている。